# Zarządy województw V kadencji

Początkowe koalicje w sejmikach (według komitetów wyborczych)

Zarządy województw V kadencji – składy 16 zarządów województw w Polsce V kadencji (2014–2018) wybranych w następstwie wyborów samorządowych.

## Zarząd Województwa Dolnośląskiego V kadencji
| Funkcja                                    | Imię i nazwisko (reprezentowane ugrupowanie) | Imię i nazwisko (reprezentowane ugrupowanie) | Czas pełnienia funkcji | Czas pełnienia funkcji |
| Funkcja                                    | Imię i nazwisko (reprezentowane ugrupowanie) | Imię i nazwisko (reprezentowane ugrupowanie) | Od                     | Do                     |
| ------------------------------------------ | -------------------------------------------- | -------------------------------------------- | ---------------------- | ---------------------- |
| Marszałek Województwa Dolnośląskiego       |                                              | Cezary Przybylski (PO / BS / DRS / BS)       | 22 grudnia 2014(dts)   | 19 listopada 2018(dts) |
| Wicemarszałek Województwa Dolnośląskiego   |                                              | Andrzej Kosiór (PO)                          | 22 grudnia 2014(dts)   | 31 marca 2016(dts)     |
| Wicemarszałek Województwa Dolnośląskiego   |                                              | Ewa Mańkowska (PSL)                          | 22 grudnia 2014(dts)   | 19 listopada 2018(dts) |
| Członek Zarządu Województwa Dolnośląskiego |                                              | Jerzy Michalak (PO / BS / DRS / BS)          | 22 grudnia 2014(dts)   | 19 listopada 2018(dts) |
| Członek Zarządu Województwa Dolnośląskiego |                                              | Tadeusz Samborski (PSL)                      | 22 grudnia 2014(dts)   | 19 listopada 2018(dts) |
| Wicemarszałek Województwa Dolnośląskiego   |                                              | Tymoteusz Myrda (BS)                         | 31 marca 2016(dts)     | 28 czerwca 2016(dts)   |
| Wicemarszałek Województwa Dolnośląskiego   |                                              | Iwona Krawczyk (PO)                          | 28 czerwca 2016(dts)   | 19 listopada 2018(dts) |

## Zarząd Województwa Kujawsko-Pomorskiego V kadencji
| Funkcja                                          | Imię i nazwisko (reprezentowane ugrupowanie) | Imię i nazwisko (reprezentowane ugrupowanie) | Czas pełnienia funkcji | Czas pełnienia funkcji |
| Funkcja                                          | Imię i nazwisko (reprezentowane ugrupowanie) | Imię i nazwisko (reprezentowane ugrupowanie) | Od                     | Do                     |
| ------------------------------------------------ | -------------------------------------------- | -------------------------------------------- | ---------------------- | ---------------------- |
| Marszałek Województwa Kujawsko-Pomorskiego       |                                              | Piotr Całbecki (PO)                          | 1 grudnia 2014(dts)    | 19 listopada 2018(dts) |
| Wicemarszałek Województwa Kujawsko-Pomorskiego   |                                              | Dariusz Kurzawa (PSL)                        | 1 grudnia 2014(dts)    | 19 listopada 2018(dts) |
| Wicemarszałek Województwa Kujawsko-Pomorskiego   |                                              | Zbigniew Ostrowski (PO)                      | 1 grudnia 2014(dts)    | 19 listopada 2018(dts) |
| Członek Zarządu Województwa Kujawsko-Pomorskiego |                                              | Aneta Jędrzejewska (PSL)                     | 1 grudnia 2014(dts)    | 19 listopada 2018(dts) |
| Członek Zarządu Województwa Kujawsko-Pomorskiego |                                              | Sławomir Kopyść (PO)                         | 1 grudnia 2014(dts)    | 19 listopada 2018(dts) |

## Zarząd Województwa LubelskiegoV kadencji
| Funkcja                                 | Imię i nazwisko (reprezentowane ugrupowanie) | Imię i nazwisko (reprezentowane ugrupowanie) | Czas pełnienia funkcji | Czas pełnienia funkcji |
| Funkcja                                 | Imię i nazwisko (reprezentowane ugrupowanie) | Imię i nazwisko (reprezentowane ugrupowanie) | Od                     | Do                     |
| --------------------------------------- | -------------------------------------------- | -------------------------------------------- | ---------------------- | ---------------------- |
| Marszałek Województwa Lubelskiego       |                                              | Sławomir Sosnowski (PSL)                     | 1 grudnia 2014(dts)    | 21 listopada 2018(dts) |
| Wicemarszałek Województwa Lubelskiego   |                                              | Krzysztof Grabczuk (PO)                      | 1 grudnia 2014(dts)    | 21 listopada 2018(dts) |
| Wicemarszałek Województwa Lubelskiego   |                                              | Artur Walasek (PSL)                          | 1 grudnia 2014(dts)    | 8 lipca 2016(dts)      |
| Członek Zarządu Województwa Lubelskiego | Arkadiusz Bratkowski (PSL)                   | 1 grudnia 2014(dts)                          | 21 listopada 2018(dts) |                        |
| Członek Zarządu Województwa Lubelskiego |                                              | Paweł Nakonieczny (PO)                       | 1 grudnia 2014(dts)    | 21 listopada 2018(dts) |
| Wicemarszałek Województwa Lubelskiego   |                                              | Grzegorz Kapusta (PSL)                       | 21 lipca 2016(dts)     | 21 listopada 2018(dts) |

## Zarząd Województwa Lubuskiego V kadencji
| Funkcja                                | Imię i nazwisko (reprezentowane ugrupowanie) | Imię i nazwisko (reprezentowane ugrupowanie) | Czas pełnienia funkcji | Czas pełnienia funkcji |
| Funkcja                                | Imię i nazwisko (reprezentowane ugrupowanie) | Imię i nazwisko (reprezentowane ugrupowanie) | Od                     | Do                     |
| -------------------------------------- | -------------------------------------------- | -------------------------------------------- | ---------------------- | ---------------------- |
| Marszałek Województwa Lubuskiego       |                                              | Elżbieta Polak (PO)                          | 1 grudnia 2014(dts)    | 22 listopada 2018(dts) |
| Wicemarszałek Województwa Lubuskiego   |                                              | Romuald Gawlik (PSL)                         | 1 grudnia 2014(dts)    | 22 listopada 2018(dts) |
| Wicemarszałek Województwa Lubuskiego   | Stanisław Tomczyszyn (PSL)                   | 1 grudnia 2014(dts)                          | 22 listopada 2018(dts) |                        |
| Członek Zarządu Województwa Lubuskiego |                                              | Alicja Makarska (PO)                         | 1 grudnia 2014(dts)    | 22 listopada 2018(dts) |
| Członek Zarządu Województwa Lubuskiego | Bogdan Nowak (PO)                            | 1 grudnia 2014(dts)                          | 16 maja 2016(dts)      |                        |
| Członek Zarządu Województwa Lubuskiego |                                              | Tadeusz Jędrzejczak (SLD)                    | 16 maja 2016(dts)      | 22 listopada 2018(dts) |

## Zarząd Województwa Łódzkiego V kadencji
| Funkcja                               | Imię i nazwisko (reprezentowane ugrupowanie) | Imię i nazwisko (reprezentowane ugrupowanie) | Czas pełnienia funkcji | Czas pełnienia funkcji |
| Funkcja                               | Imię i nazwisko (reprezentowane ugrupowanie) | Imię i nazwisko (reprezentowane ugrupowanie) | Od                     | Do                     |
| ------------------------------------- | -------------------------------------------- | -------------------------------------------- | ---------------------- | ---------------------- |
| Marszałek Województwa Łódzkiego       |                                              | Witold Stępień (PO)                          | 1 grudnia 2014(dts)    | 22 listopada 2018(dts) |
| Wicemarszałek Województwa Łódzkiego   |                                              | Artur Bagieński (PSL)                        | 1 grudnia 2014(dts)    | 22 listopada 2018(dts) |
| Wicemarszałek Województwa Łódzkiego   | Dariusz Klimczak (PSL)                       | 1 grudnia 2014(dts)                          | 22 listopada 2018(dts) |                        |
| Członek Zarządu Województwa Łódzkiego | Paweł Bejda (PSL)                            | 1 grudnia 2014(dts)                          | 27 listopada 2015(dts) |                        |
| Członek Zarządu Województwa Łódzkiego |                                              | Joanna Skrzydlewska (PO)                     | 1 grudnia 2014(dts)    | 22 listopada 2018(dts) |
| Członek Zarządu Województwa Łódzkiego |                                              | Jolanta Zięba-Gzik (PSL)                     | 27 listopada 2015(dts) | 22 listopada 2018(dts) |

## Zarząd Województwa Małopolskiego V kadencji
| Funkcja                                   | Imię i nazwisko (reprezentowane ugrupowanie) | Imię i nazwisko (reprezentowane ugrupowanie) | Czas pełnienia funkcji | Czas pełnienia funkcji    |
| Funkcja                                   | Imię i nazwisko (reprezentowane ugrupowanie) | Imię i nazwisko (reprezentowane ugrupowanie) | Od                     | Do                        |
| ----------------------------------------- | -------------------------------------------- | -------------------------------------------- | ---------------------- | ------------------------- |
| Marszałek Województwa Małopolskiego       |                                              | Marek Sowa (PO)                              | 29 listopada 2014(dts) | 25 października 2015(dts) |
| Wicemarszałek Województwa Małopolskiego   |                                              | Wojciech Kozak (PSL)                         | 29 listopada 2014(dts) | 19 listopada 2018(dts)    |
| Wicemarszałek Województwa Małopolskiego   | Stanisław Sorys (PSL)                        | 29 listopada 2014(dts)                       | 19 listopada 2018(dts) |                           |
| Członek Zarządu Województwa Małopolskiego |                                              | Jacek Krupa (PO)                             | 29 listopada 2014(dts) | 9 listopada 2015(dts)     |
| Marszałek Województwa Małopolskiego       | 9 listopada 2015(dts)                        | Jacek Krupa (PO)                             | 19 listopada 2018(dts) |                           |
| Członek Zarządu Województwa Małopolskiego | Leszek Zegzda (PO)                           | 29 listopada 2014(dts)                       | 19 listopada 2018(dts) |                           |
| Członek Zarządu Województwa Małopolskiego | Grzegorz Lipiec (PO)                         | 9 listopada 2015(dts)                        | 19 listopada 2018(dts) |                           |

## Zarząd Województwa Mazowieckiego V kadencji
| Funkcja                                   | Imię i nazwisko (reprezentowane ugrupowanie) | Imię i nazwisko (reprezentowane ugrupowanie) | Czas pełnienia funkcji | Czas pełnienia funkcji    |
| Funkcja                                   | Imię i nazwisko (reprezentowane ugrupowanie) | Imię i nazwisko (reprezentowane ugrupowanie) | Od                     | Do                        |
| ----------------------------------------- | -------------------------------------------- | -------------------------------------------- | ---------------------- | ------------------------- |
| Marszałek Województwa Mazowieckiego       |                                              | Adam Struzik (PSL)                           | 27 listopada 2014(dts) | 19 listopada 2018(dts)    |
| Wicemarszałek Województwa Mazowieckiego   | Janina Orzełowska (PSL)                      | 27 listopada 2014(dts)                       | 19 listopada 2018(dts) |                           |
| Wicemarszałek Województwa Mazowieckiego   |                                              | Leszek Ruszczyk (PO)                         | 27 listopada 2014(dts) | 28 października 2015(dts) |
| Członek Zarządu Województwa Mazowieckiego | Elżbieta Lanc (PO)                           | 27 listopada 2014(dts)                       | 19 listopada 2018(dts) |                           |
| Członek Zarządu Województwa Mazowieckiego | Wiesław Raboszuk (PO)                        | 27 listopada 2014(dts)                       | 23 listopada 2015(dts) |                           |
| Wicemarszałek Województwa Mazowieckiego   | Wiesław Raboszuk (PO)                        | 23 listopada 2015(dts)                       | 19 listopada 2018(dts) |                           |
| Członek Zarządu Województwa Mazowieckiego | Rafał Rajkowski (PO)                         | 24 listopada 2015(dts)                       | 19 listopada 2018(dts) |                           |

## Zarząd Województwa Opolskiego V kadencji
| Funkcja                                | Imię i nazwisko (reprezentowane ugrupowanie) | Imię i nazwisko (reprezentowane ugrupowanie) | Czas pełnienia funkcji | Czas pełnienia funkcji    |
| Funkcja                                | Imię i nazwisko (reprezentowane ugrupowanie) | Imię i nazwisko (reprezentowane ugrupowanie) | Od                     | Do                        |
| -------------------------------------- | -------------------------------------------- | -------------------------------------------- | ---------------------- | ------------------------- |
| Marszałek Województwa Opolskiego       |                                              | Andrzej Buła (PO)                            | 28 listopada 2014(dts) | 21 listopada 2018(dts)    |
| Wicemarszałek Województwa Opolskiego   |                                              | Roman Kolek (MN, Regionalna)                 | 28 listopada 2014(dts) | 21 listopada 2018(dts)    |
| Wicemarszałek Województwa Opolskiego   |                                              | Antoni Konopka (PSL)                         | 28 listopada 2014(dts) | 26 kwietnia 2016(dts)     |
| Członek Zarządu Województwa Opolskiego | 26 kwietnia 2016(dts)                        | Antoni Konopka (PSL)                         | 21 listopada 2018(dts) |                           |
| Członek Zarządu Województwa Opolskiego |                                              | Tomasz Kostuś (PO)                           | 28 listopada 2014(dts) | 28 października 2015(dts) |
| Członek Zarządu Województwa Opolskiego |                                              | Grzegorz Sawicki (PSL)                       | 28 listopada 2014(dts) | 26 kwietnia 2016(dts)     |
| Członek Zarządu Województwa Opolskiego |                                              | Szymon Ogłaza (PO)                           | 24 listopada 2015(dts) | 21 listopada 2018(dts)    |
| Wicemarszałek Województwa Opolskiego   |                                              | Stanisław Rakoczy (PSL)                      | 26 kwietnia 2016(dts)  | 21 listopada 2018(dts)    |

## Zarząd Województwa Podkarpackiego V kadencji
| Funkcja                                    | Imię i nazwisko (reprezentowane ugrupowanie) | Imię i nazwisko (reprezentowane ugrupowanie)  | Czas pełnienia funkcji    | Czas pełnienia funkcji |
| Funkcja                                    | Imię i nazwisko (reprezentowane ugrupowanie) | Imię i nazwisko (reprezentowane ugrupowanie)  | Od                        | Do                     |
| ------------------------------------------ | -------------------------------------------- | --------------------------------------------- | ------------------------- | ---------------------- |
| Marszałek Województwa Podkarpackiego       |                                              | Władysław Ortyl (PiS)                         | 28 listopada 2014(dts)    | 19 listopada 2018(dts) |
| Wicemarszałek Województwa Podkarpackiego   | Wojciech Buczak (PiS)                        | 28 listopada 2014(dts)                        | 25 października 2015(dts) |                        |
| Wicemarszałek Województwa Podkarpackiego   |                                              | Maria Kurowska (Solidarna Polska)             | 28 listopada 2014(dts)    | 19 listopada 2018(dts) |
| Członek Zarządu Województwa Podkarpackiego |                                              | Stanisław Kruczek (Polska Razem/Porozumienie) | 28 listopada 2014(dts)    | 19 listopada 2018(dts) |
| Członek Zarządu Województwa Podkarpackiego |                                              | Lucjan Kuźniar (PiS)                          | 28 listopada 2014(dts)    | 29 stycznia 2018(dts)  |
| Wicemarszałek Województwa Podkarpackiego   | Bogdan Romaniuk (PiS)                        | 30 października 2015(dts)                     | 19 listopada 2018(dts)    |                        |
| Członek Zarządu Województwa Podkarpackiego | Piotr Pilch (PiS)                            | 29 stycznia 2018(dts)                         | 19 listopada 2018(dts)    |                        |

## Zarząd Województwa Podlaskiego V kadencji
| Funkcja                                 | Imię i nazwisko (reprezentowane ugrupowanie) | Imię i nazwisko (reprezentowane ugrupowanie) | Czas pełnienia funkcji | Czas pełnienia funkcji    |
| Funkcja                                 | Imię i nazwisko (reprezentowane ugrupowanie) | Imię i nazwisko (reprezentowane ugrupowanie) | Od                     | Do                        |
| --------------------------------------- | -------------------------------------------- | -------------------------------------------- | ---------------------- | ------------------------- |
| Marszałek Województwa Podlaskiego       |                                              | Mieczysław Baszko (PSL)                      | 8 grudnia 2014(dts)    | 25 października 2015(dts) |
| Wicemarszałek Województwa Podlaskiego   |                                              | Anna Naszkiewicz (PO)                        | 8 grudnia 2014(dts)    | 9 listopada 2015(dts)     |
| Wicemarszałek Województwa Podlaskiego   | 9 listopada 2015(dts)                        | Anna Naszkiewicz (PO)                        | 11 grudnia 2018(dts)   |                           |
| Wicemarszałek Województwa Podlaskiego   | Maciej Żywno (PO)                            | 8 grudnia 2014(dts)                          | 9 listopada 2015(dts)  |                           |
| Wicemarszałek Województwa Podlaskiego   | Maciej Żywno (PO)                            | 9 listopada 2015(dts)                        | 11 grudnia 2018(dts)   |                           |
| Członek Zarządu Województwa Podlaskiego |                                              | Bogdan Dyjuk (PSL)                           | 8 grudnia 2014(dts)    | 9 listopada 2015(dts)     |
| Członek Zarządu Województwa Podlaskiego | 9 listopada 2015(dts)                        | Bogdan Dyjuk (PSL)                           | 11 grudnia 2018(dts)   |                           |
| Członek Zarządu Województwa Podlaskiego | Jerzy Leszczyński (PSL)                      | 8 grudnia 2014(dts)                          | 9 listopada 2015(dts)  |                           |
| Marszałek Województwa Podlaskiego       | Jerzy Leszczyński (PSL)                      | 9 listopada 2015(dts)                        | 11 grudnia 2018(dts)   |                           |
| Członek Zarządu Województwa Podlaskiego | Stefan Krajewski (PSL)                       | 9 listopada 2015(dts)                        | 11 grudnia 2018(dts)   |                           |

## Zarząd Województwa Pomorskiego V kadencji
| Funkcja                                 | Imię i nazwisko (reprezentowane ugrupowanie) | Imię i nazwisko (reprezentowane ugrupowanie) | Czas pełnienia funkcji | Czas pełnienia funkcji |
| Funkcja                                 | Imię i nazwisko (reprezentowane ugrupowanie) | Imię i nazwisko (reprezentowane ugrupowanie) | Od                     | Do                     |
| --------------------------------------- | -------------------------------------------- | -------------------------------------------- | ---------------------- | ---------------------- |
| Marszałek Województwa Pomorskiego       |                                              | Mieczysław Struk (PO)                        | 2 grudnia 2014(dts)    | 26 listopada 2018(dts) |
| Wicemarszałek Województwa Pomorskiego   | Wiesław Byczkowski (PO)                      | 2 grudnia 2014(dts)                          | 26 listopada 2018(dts) |                        |
| Wicemarszałek Województwa Pomorskiego   |                                              | Krzysztof Trawicki (PSL)                     | 2 grudnia 2014(dts)    | 26 listopada 2018(dts) |
| Członek Zarządu Województwa Pomorskiego |                                              | Ryszard Świlski (PO)                         | 2 grudnia 2014(dts)    | 26 listopada 2018(dts) |
| Członek Zarządu Województwa Pomorskiego | Hanna Zych-Cisoń (PO)                        | 2 grudnia 2014(dts)                          | 25 lipca 2016(dts)     |                        |
| Członek Zarządu Województwa Pomorskiego | Paweł Orłowski (PO)                          | 12 września 2016(dts)                        | 26 listopada 2018(dts) |                        |

## Zarząd Województwa Śląskiego V kadencji
| Funkcja                               | Imię i nazwisko (reprezentowane ugrupowanie) | Imię i nazwisko (reprezentowane ugrupowanie)       | Czas pełnienia funkcji    | Czas pełnienia funkcji    |
| Funkcja                               | Imię i nazwisko (reprezentowane ugrupowanie) | Imię i nazwisko (reprezentowane ugrupowanie)       | Od                        | Do                        |
| ------------------------------------- | -------------------------------------------- | -------------------------------------------------- | ------------------------- | ------------------------- |
| Marszałek Województwa Śląskiego       |                                              | Wojciech Saługa (PO)                               | 1 grudnia 2014(dts)       | 21 listopada 2018(dts)    |
| Wicemarszałek Województwa Śląskiego   |                                              | Stanisław Dąbrowa (PSL)                            | 1 grudnia 2014(dts)       | 21 października 2018(dts) |
| Wicemarszałek Województwa Śląskiego   |                                              | Aleksandra Skowronek (PO)                          | 1 grudnia 2014(dts)       | 21 października 2018(dts) |
| Członek Zarządu Województwa Śląskiego |                                              | Kazimierz Karolczak (SLD / BC / Inicjatywa Polska) | 1 grudnia 2014(dts)       | 18 września 2017(dts)     |
| Członek Zarządu Województwa Śląskiego |                                              | Gabriela Lenartowicz (PO)                          | 1 grudnia 2014(dts)       | 22 czerwca 2015(dts)      |
| Członek Zarządu Województwa Śląskiego |                                              | Henryk Mercik (RAŚ (ŚPR))                          | 22 czerwca 2015(dts)      | 21 listopada 2018(dts)    |
| Członek Zarządu Województwa Śląskiego |                                              | Małgorzata Ochęduszko-Ludwik (SLD)                 | 16 października 2017(dts) | 21 listopada 2018(dts)    |

## Zarząd Województwa Świętokrzyskiego V kadencji
| Funkcja                                      | Imię i nazwisko (reprezentowane ugrupowanie) | Imię i nazwisko (reprezentowane ugrupowanie) | Czas pełnienia funkcji    | Czas pełnienia funkcji |
| Funkcja                                      | Imię i nazwisko (reprezentowane ugrupowanie) | Imię i nazwisko (reprezentowane ugrupowanie) | Od                        | Do                     |
| -------------------------------------------- | -------------------------------------------- | -------------------------------------------- | ------------------------- | ---------------------- |
| Marszałek Województwa Świętokrzyskiego       |                                              | Adam Jarubas (PSL)                           | 1 grudnia 2014(dts)       | 22 listopada 2018(dts) |
| Wicemarszałek Województwa Świętokrzyskiego   |                                              | Jan Maćkowiak (PO)                           | 1 grudnia 2014(dts)       | 22 listopada 2018(dts) |
| Członek Zarządu Województwa Świętokrzyskiego |                                              | Agata Binkowska (PSL)                        | 1 grudnia 2014(dts)       | 22 listopada 2018(dts) |
| Członek Zarządu Województwa Świętokrzyskiego | Kazimierz Kotowski (PSL)                     | 1 grudnia 2014(dts)                          | 25 października 2015(dts) |                        |
| Członek Zarządu Województwa Świętokrzyskiego | Piotr Żołądek (PSL)                          | 1 grudnia 2014(dts)                          | 22 listopada 2018(dts)    |                        |
| Członek Zarządu Województwa Świętokrzyskiego | Marek Szczepanik (PSL)                       | 29 grudnia 2015(dts)                         | 22 listopada 2018(dts)    |                        |

## Zarząd Województwa Warmińsko-Mazurskiego V kadencji
| Funkcja                                           | Imię i nazwisko (reprezentowane ugrupowanie) | Imię i nazwisko (reprezentowane ugrupowanie) | Czas pełnienia funkcji | Czas pełnienia funkcji    |
| Funkcja                                           | Imię i nazwisko (reprezentowane ugrupowanie) | Imię i nazwisko (reprezentowane ugrupowanie) | Od                     | Do                        |
| ------------------------------------------------- | -------------------------------------------- | -------------------------------------------- | ---------------------- | ------------------------- |
| Marszałek Województwa Warmińsko-Mazurskiego       |                                              | Gustaw Brzezin (PSL)                         | 12 grudnia 2014(dts)   | 4 grudnia 2018(dts)       |
| Wicemarszałek Województwa Warmińsko-Mazurskiego   |                                              | Jacek Protas (PO)                            | 12 grudnia 2014(dts)   | 25 października 2015(dts) |
| Wicemarszałek Województwa Warmińsko-Mazurskiego   |                                              | Wioletta Śląska-Zyśk (PSL)                   | 12 grudnia 2014(dts)   | 4 grudnia 2018(dts)       |
| Członek Zarządu Województwa Warmińsko-Mazurskiego | Sylwia Jaskulska (PSL)                       | 12 grudnia 2014(dts)                         | 4 grudnia 2018(dts)    |                           |
| Członek Zarządu Województwa Warmińsko-Mazurskiego |                                              | Anna Wasilewska (PO)                         | 12 grudnia 2014(dts)   | 25 października 2015(dts) |
| Wicemarszałek Województwa Warmińsko-Mazurskiego   | Miron Sycz (PO)                              | 2 listopada 2015(dts)                        | 4 grudnia 2018(dts)    |                           |
| Członek Zarządu Województwa Warmińsko-Mazurskiego | Marcin Kuchciński (PO)                       | 2 listopada 2015(dts)                        | 4 grudnia 2018(dts)    |                           |

## Zarząd Województwa Wielkopolskiego V kadencji
| Funkcja                                     | Imię i nazwisko (reprezentowane ugrupowanie) | Imię i nazwisko (reprezentowane ugrupowanie) | Czas pełnienia funkcji | Czas pełnienia funkcji |
| Funkcja                                     | Imię i nazwisko (reprezentowane ugrupowanie) | Imię i nazwisko (reprezentowane ugrupowanie) | Od                     | Do                     |
| ------------------------------------------- | -------------------------------------------- | -------------------------------------------- | ---------------------- | ---------------------- |
| Marszałek Województwa Wielkopolskiego       |                                              | Marek Woźniak (PO)                           | 1 grudnia 2014(dts)    | 23 listopada 2018(dts) |
| Wicemarszałek Województwa Wielkopolskiego   |                                              | Krzysztof Grabowski (PSL)                    | 1 grudnia 2014(dts)    | 23 listopada 2018(dts) |
| Wicemarszałek Województwa Wielkopolskiego   | Wojciech Jankowiak (PSL)                     | 1 grudnia 2014(dts)                          | 23 listopada 2018(dts) |                        |
| Członek Zarządu Województwa Wielkopolskiego |                                              | Marzena Wodzińska (PO)                       | 1 grudnia 2014(dts)    | 23 listopada 2018(dts) |
| Członek Zarządu Województwa Wielkopolskiego | Leszek Wojtasiak (PO)                        | 1 grudnia 2014(dts)                          | 24 kwietnia 2017(dts)  |                        |
| Członek Zarządu Województwa Wielkopolskiego | Maciej Sytek (PO)                            | 24 kwietnia 2017(dts)                        | 23 listopada 2018(dts) |                        |

## Zarząd Województwa Zachodniopomorskiego V kadencji
| Funkcja                                          | Imię i nazwisko (reprezentowane ugrupowanie) | Imię i nazwisko (reprezentowane ugrupowanie) | Czas pełnienia funkcji | Czas pełnienia funkcji |
| Funkcja                                          | Imię i nazwisko (reprezentowane ugrupowanie) | Imię i nazwisko (reprezentowane ugrupowanie) | Od                     | Do                     |
| ------------------------------------------------ | -------------------------------------------- | -------------------------------------------- | ---------------------- | ---------------------- |
| Marszałek Województwa Zachodniopomorskiego       |                                              | Olgierd Geblewicz (PO)                       | 19 grudnia 2014(dts)   | 23 listopada 2018(dts) |
| Wicemarszałek Województwa Zachodniopomorskiego   |                                              | Jarosław Rzepa (PSL)                         | 19 grudnia 2014(dts)   | 23 listopada 2018(dts) |
| Wicemarszałek Województwa Zachodniopomorskiego   |                                              | Tomasz Sobieraj (PO)                         | 19 grudnia 2014(dts)   | 23 listopada 2018(dts) |
| Członek Zarządu Województwa Zachodniopomorskiego |                                              | Robert Grzywacz (PSL)                        | 19 grudnia 2014(dts)   | 13 grudnia 2016(dts)   |
| Członek Zarządu Województwa Zachodniopomorskiego |                                              | Anna Mieczkowska (PO)                        | 19 grudnia 2014(dts)   | 4 listopada 2018(dts)  |
| Członek Zarządu Województwa Zachodniopomorskiego |                                              | Ryszard Mićko (PSL)                          | 13 grudnia 2016(dts)   | 23 listopada 2018(dts) |